# Лаукканен, Уско
Уско Лаукканен (фин. Usko Laukkanen, псевдоним Foi; 27 февраля 1930, Хельсинки — 5 января 2005, Хельсинки) — финский иллюстратор и финноязычный детский писатель, один из самых известных детских иллюстраторов Финляндии.

## Работы
Автор иллюстраций к финской азбуке «Lasten oma aapinen», изданной в 1958 году и долгое время использовавшейся в школах страны.
В СССР и России известны его многочисленные детские книги-брошюры, в которых краткий текст лишь сопровождает большие красочные картинки, ряд книг, однако, не был переведён на русский:
- Лягушка-попрыгушка
- Шмель Труша (Kuhnu, kimalainen)
- серия о Пану Понтеве:
  - Пану Понтева уходит в море (Panu Ponteva lähtee merille, 1970)
  - Пану Понтева в подводном мире (Panu Ponteva ja vedenalainen seikkailu, 1986; литовское издание: лит. Panu Ponteva jūrų karalystėje, 1992)
  - Пану Понтева и говорящая картина (Panu Ponteva ja puhuva taulu, 1981)
  - Пану Понтева и маленькая волшебница (Panu Ponteva ja taikatyttö)
  - Пану Понтева — помощник сыщика
  - Panu Ponteva seikkailee («Приключения Пану Понтевы», 1990)
- серия о бельчонке Рыжике:
  - Вольная жизнь бельчонка Рыжика (Kurre on vapaa!)
  - Kurre ja erikoiset ystävät
  - Kurre lentää
  - Kurre ja oravanmarjat
- Сыщик Виктор и пропавший портрет (Etsivä Wictor ja kadonnut taulu)
- Эльф и гномики (Keiju ja peikot)
- Pikkupeikkojen liikenneaapinen (правила дорожного движения в комиксах, 2003)
- Punainen minuutti ja muita tarinoita Pete-Veikosta

и многие другие.
Автор иллюстраций к книжкам, текст которых написан другими авторами, среди которых самая известная — «Heikin salaisuudet» («Хейкины секреты», автор текста — Аале Тюнни), опубликованная в 1956 году и удостоенная Премии Топелиуса (1957) за лучшую детскую книгу года в Финляндии и обзоров в зарубежной прессе. Иллюстрировал книгу Ирис Кяхяри «Titi-Lalli ja rukkanen: kertomus pikkupojasta».
В 1988 году Лаукканен получил премию Puupäähattu, которой награждаются финские авторы комиксов, за его произведение «Masto ja Märssy».